# Miloš Bosančić
Miloš Bosančić - em sérvio, Милош Босанчић (Belgrado, 22 de Maio de 1988) - é um futebolista da Sérvia que joga habitualmente a médio. Atualmente joga pelo Tero Sasana, da Tailândia.
Actuou no futebol português ao serviço do Boavista Futebol Clube por empréstimo do Partizan, mas acabou por não se conseguir impor no plantel. Voltou depois ao futebol da sérvia.
Actualmente está ao serviço do Slovan Liberec a título de empréstimo.